# أندرو إليس (لاعب كرة الريشة)
أندرو إليس (بالإنجليزية: Andrew Ellis) هو لاعب كرة الريشة بريطاني، ولد في 21 يناير 1987 في ليدز في المملكة المتحدة.

## وصلات خارجية
- أندرو إليس على موقع BWF.tournamentsoftware.com (الإنجليزية)
- أندرو إليس على موقع BWFbadminton.com (الإنجليزية)
- أندرو إليس على موقع اتحاد ألعاب الكومنولث (مؤرشف) (الإنجليزية)